# 二甲基硫代磷酰氯
二甲基硫代磷酰氯（英語：Dimethyl chlorothiophosphate）化学式C2H6ClO2PS，是一种有机磷化合物，中心磷原子连接氯、硫与两个氧原子，密度1.322 g·cm−3，是杀虫剂和塑化剂制造的中间体。1985年，美国氰胺公司在新澤西州林登的工厂发生了此化合物的泄漏事故，32公里外都能闻到异味。